# Eurema andersonii
Eurema andersonii is een vlindersoort uit de familie van de Pieridae (witjes), onderfamilie Coliadinae.
Eurema andersonii werd in 1886 beschreven door Moore.